# Belvisia mucronata
Belvisia mucronata là một loài thực vật có mạch trong họ Polypodiaceae. Loài này được (Fée) Copel. miêu tả khoa học đầu tiên năm 1947.